# Notogomphus dorsalis
Notogomphus dorsalis là một loài chuồn chuồn ngô thuộc họ Gomphidae. Nó được tìm thấy ở Cộng hòa Dân chủ Congo, Ethiopia, Kenya, Tanzania, và Uganda. Các môi trường sống tự nhiên của chúng là các khu rừng khô nhiệt đới hoặc cận nhiệt đới, rừng ẩm đất thấp nhiệt đới hoặc cận nhiệt đới, và sông.